# برازولو
برازولو (به اسپانیایی: Brazuelo) یکی از دهستان‌های اسپانیا است که در استان لئون، اسپانیا واقع شده‌است.

## خصوصیات
برازولو ۹۸٫۱۳ کیلومترمربع مساحت و ۳۲۱ نفر جمعیت دارد و ۹۶۵ متر بالاتر از سطح دریا واقع شده‌است.